# خيرمان كيويتو
خيرمان كيويتو (بالإسبانية: Germán Cueto)‏ هو محرك دمى ورسام مكسيكي، ولد في 9 فبراير 1893 في مدينة مكسيكو في المكسيك، وتوفي بنفس المكان في 14 فبراير 1975.